# Zeilarn

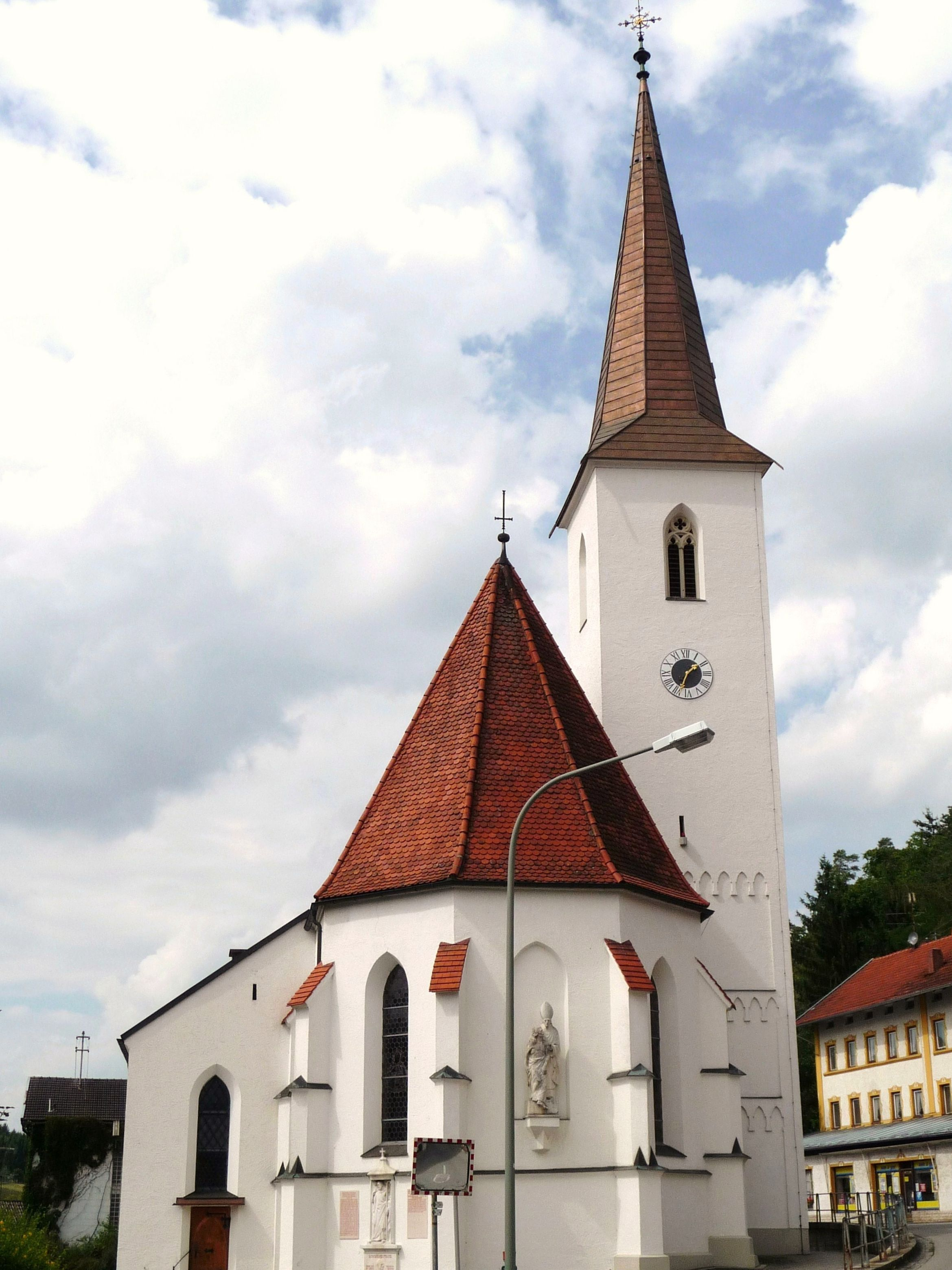
Die Pfarrkirche St. Martin

Zeilarn ist eine Gemeinde und ein Pfarrdorf im niederbayerischen Landkreis Rottal-Inn. Sitz der Gemeindeverwaltung ist Gumpersdorf.

## Geografie

### Geografische Lage
Zeilarn liegt in typisch niederbayerischer Hügellandschaft direkt an der B 20 etwa 14 km südöstlich von Eggenfelden, 18 km nordöstlich von Altötting, 20 km nördlich von Burghausen, 17 km nordwestlich von Simbach und 20 km südwestlich der Kreisstadt Pfarrkirchen. Der nächstgelegene Bahnhof an der Strecke Mühldorf – Braunau befindet sich im neun Kilometer entfernten Marktl.

### Gemeindegliederung
Es gibt 87 Gemeindeteile:
- Aiching
- Babing
- Baumgarten
- Berg
- Berger
- Berghäusl
- Bildsberg
- Binderhäusl
- Brandstetten
- Breitreit
- Dambach
- Dofler
- Dornlehen
- Eben
- Edstall
- Enghasling
- Feichting
- Fingerer
- Fixing
- Frieding
- Gasteig
- Gehersdorf
- Gitzelhub
- Gitzelmühle
- Griesmühle
- Grillenhögl
- Großstraß
- Grub
- Grubwies
- Gumpersdorf
- Haid
- Hasling
- Haus
- Hempelsberg
- Hinterau
- Hochwimm
- Höllgrub
- Holzleiten
- Kagerwies
- Kellndorf
- Kleinstraß
- Knogler
- Kochsöd
- Kohlöd
- Königsöd
- Köpfing
- Kreimel
- Lanhofen
- Lederschmid
- Lehen
- Lueg
- Maisthub
- Mannersdorf
- Narrenham
- Oberlehen
- Oberndorf
- Obertürken
- Ofenschwarz
- Passelsberg
- Pirach
- Plöcking
- Prehof
- Rupprechtsaign
- Schallhub
- Schatzlöd
- Schildthurn
- Schmiding
- Schreding
- Schwertfelln
- Sonnertsham
- Speckhaus
- Stockwimm
- Straß
- Thalreuth
- Thannenthal
- Thurnöd
- Vorderau
- Waldmann
- Walln
- Wetzl
- Wiesmühle
- Wiesmühle am Türkenbach
- Wimmhäusl
- Wolfgrub
- Zantlbauer
- Zauner am Högl
- Zeilarn

Es gibt die Gemarkungen Gumpersdorf, Obertürken und Schildthurn.

## Geschichte

### Bis zur Gemeindegründung
Erstmals urkundlich erwähnt wurde Zeilarn als Cidlar bereits 788 im Güterverzeichnis der Erzdiözese Salzburg. Der Name geht auf althochdeutsch zidalari (Imker) zurück. Später gehörte der Ort zur Grafschaft Leonberg, 1319 nach deren Aussterben erbten die Grafen von Hals die Liegenschaften.
Bis zur Verwaltungsreform in Bayern 1818 gehörte es zum Rentamt Landshut und dem Landgericht Eggenfelden.

### 19. bis 21. Jahrhundert
Das Pfarrdorf Zeilarn gehörte zur Gemeinde Obertürken im Landkreis Pfarrkirchen, dessen Hauptort es vor der Gebietsreform war.
Die Gemeinde Zeilarn entstand am 1. April 1971 im Zuge der Gebietsreform in Bayern als Neubildung aus den Gemeinden Gumpersdorf, Obertürken und Schildthurn.
Am 1. Januar 1980 wurde ein Gebiet mit etwas weniger als 100 Einwohnern und den Orten Denharten, Ed, Felln, Haag, Hammerstall, Hirschdolbl, Mauerwinkl, Taubengrub und Zaunsöd an den Markt Tann abgetreten.

### Einwohnerentwicklung
Zwischen 1988 und 2018 wuchs die Gemeinde von 2081 auf 2163 um 82 Einwohner bzw. um 3,9 %.
| Jahr      | 1961 | 1970 | 1987 | 1991 | 1994 | 1995 | 2000 | 2005 | 2010 | 2011 | 2012 | 2013 | 2014 | 2015 | 2016 |
| --------- | ---- | ---- | ---- | ---- | ---- | ---- | ---- | ---- | ---- | ---- | ---- | ---- | ---- | ---- | ---- |
| Einwohner | 1897 | 2071 | 2053 | 2156 | 2218 | 2222 | 2221 | 2251 | 2190 | 2131 | 2131 | 2117 | 2138 | 2141 | 2149 |

## Politik
Der Gemeinderat besteht aus dem Ersten Bürgermeister und 14 Mitgliedern. Bei den Kommunalwahlen in Bayern 2020 erhielt die Vereinigte Wählergemeinschaft 8 Sitze, die Wählergruppe WIR-miteinander-füreinander 6 Sitze. Ehrenamtlicher Erster Bürgermeister ist Karl Holböck (Vereinigte Wählergemeinschaft). Er ist seit 1. Juli 2024 im Amt. Am 9. Juni 2024 wurde er mit 58,6 % gewählt. Sein Vorgänger seit Mai 2014 war Werner Lechl (Vereinigte Wählergemeinschaft). Vor diesem amtierte Ludwig Matzeder jun. (Vereinigte Wählergemeinschaft).

## Wappen
|  | Blasonierung: „In Blau ein senkrecht stehendes silbernes Schwert, beseitet von je einem goldenen Lilienstängel.“ |
|  | |

## Sehenswürdigkeiten
- Wallfahrtskirche St. Ägidius (Schildthurn)
- St. Johannes der Täufer (Gehersdorf)
- Die spätgotische Pfarrkirche St. Martin wurde 1888 vergrößert. Sie hat eine neugotische Einrichtung mit einigen gotischen und barocken Figuren und Grabsteinen.

## Wirtschaft und Infrastruktur

### Wirtschaft einschließlich Land- und Forstwirtschaft
Es gab 2017 nach der amtlichen Statistik insgesamt 548 sozialversicherungspflichtig Beschäftigte am Arbeitsort. Von der Wohnbevölkerung standen 905 Personen in einem sozialversicherungspflichtigen Arbeitsverhältnis. Damit überwog die Zahl der Auspendler um 357 Personen. 30 Einwohner waren arbeitslos gemeldet.
In den vier Betrieben des Bauhauptgewerbes waren 24 Mitarbeiter tätig.
Die Zahl der landwirtschaftlichen Betriebe ist von 115 im Jahr 1999 auf 59 im Jahr 2016 zurückgegangen. Von der landwirtschaftlich genutzten Fläche von 1157 ha (2016) waren 608 ha Ackerland und 549 ha Dauergrünfläche. 697 ha des Gemeindegebietes sind Wald.
Die Firma Schlagmann Poroton hat in Zeilarn ihren Hauptsitz.

### Verkehr
Durch die Gemeinde führt die Bundesstraße 20, unmittelbar südwestlich an Obertürken und Zeilarn vorbei und durch Gumpersdorf.

### Bildung
Es gibt folgende Einrichtungen (Stand: 2018):
- eine Kindertageseinrichtung mit 75 Plätzen und 58 Kindern, davon neun Kinder unter drei Jahren
- eine Grundschule mit 63 Schülern